# Municipio de Clement (Illinois)
El municipio de Clement (en inglés: Clement Township) es un municipio ubicado en el condado de Clinton en el estado estadounidense de Illinois. En el año 2010 tenía una población de 475 habitantes y una densidad poblacional de 7,09 personas por km².

## Geografía
El municipio de Clement se encuentra ubicado en las coordenadas 38°37′7″N 89°16′51″O / 38.61861, -89.28083. Según la Oficina del Censo de los Estados Unidos, el municipio tiene una superficie total de 66.98 km², de la cual 48,75 km² corresponden a tierra firme y (27,22 %) 18,23 km² es agua.

## Demografía
Según el censo de 2010, había 475 personas residiendo en el municipio de Clement. La densidad de población era de 7,09 hab./km². De los 475 habitantes, el municipio de Clement estaba compuesto por el 97,68 % blancos, el 1,05 % eran afroamericanos, el 1,26 % eran amerindios. Del total de la población el 0,21 % eran hispanos o latinos de cualquier raza.